# Keikyä
Keikyä var en kommun i Åbo och Björneborgs län i Finland. Kommunen hade 2 985 invånare (1980), på en yta av 67,73 km².
Kommunen bildades år 1919 genom en utbrytning ur Vittis. Den 1 januari 1981 slogs Keikyä samman med Kiikka till nybildade Äetsä kommun.
Keikyä var enspråkigt finskt.

## Politik
Statistik över kommunalval i Finland finns tillgänglig för enskilda kommuner från valet 1964 och framåt. Publikationen över kommunalvalet 1968 var den första som redovisade komplett partitillhörighet.

### Mandatfördelning i Keikyä kommun, valen 1964-1976
| 5 | 4 | 8 |

| 5 | 4 | 2 | 1 | 2 | 3 |

| 5 | 5 | 2 | 2 | 3 |

| 6 | 5 | 2 | 3 | 5 |